# Jouer pour le plaisir
Jouer pour le plaisir (找乐, Zhao Le) est un film chinois réalisé par Ning Ying, sorti en 1993.

## Fiche technique
- Titre : Jouer pour le plaisir
- Titre original : 找乐 ou Zhao Le
- Réalisation : Ning Ying
- Scénario : Ning Ying et Dai Ning, adapté du roman de Chen Jiangong
- Images : Xiao Feng et Wu Di
- Son : Chao Jun
- Musique : Meng Weidong
- Montage : Zhou Meiping
- Production :
- Pays d'origine :  Chine
- Format : couleurs  - 1,85:1 - son mono - 35 mm
- Genre : drame
- Durée : 97 minutes
- Dates de sortie : 
  - Canada : 10 septembre 1993 (Festival international du film de Toronto)
  - France : 9 mars 1994

## Distribution
- Huang Zongluo : Lao Han
- Huang Wenjie : Qiao Wanyou
- Han Shanxu : Dong
- He Ming : He ming
- Feng Shihua : Feng
- Wang Shuyang : Wang

## Distinctions
- 1993 : Montgolfière d'Or au Festival des 3 Continents
- 1993 :  Tokyo d'Or au Festival international du film de Tōkyō dans la catégorie  jeune cinéma
- 1993 : Premio Euskal Media para Nuevos Realizadores au Festival de San Sebastián
- 1993 : Meilleur réalisateur et Meilleur acteur (Huang Zongluo) au Festival international du film de Thessalonique 1993
- Berlinale 1993 : Prix FIPRESCI de la Berlinale (forum)